# Czworaki (Hajnówka)
Czworaki – południowa część miasta Hajnówki położona w rejonie ulicy Reja.